# Сіто Рієра
Лоре́нцо Ріє́ра Орте́га (ісп. Llorenç Riera Ortega, також відомий, як Сі́то Ріє́ра (ісп. Sito Riera); 5 січня 1987, Манакор, Балеарські острови, Іспанія) — іспанський футболіст, центральний півзахисник.
Також відомий виступами у складі таких футбольних клубів, як фарм-клуби іспанських Барселони та «Еспаньйолу», у грецьких «Арісі» з міста Салоніки, «Пантракікосі» ,«Паніоніосі», «Кайрат» з міста Алмати, а також українському футбольному клубі «Чорноморець» з міста Одеса.

## Життєпис

### Перші роки
Лоренцо Рієра Ортега народився 5 січня 1987 року у Манакорі, що на Балеарських островах (Іспанія). Його старший брат Альберт також професійний спортсмен, який виступав у «Бордо», «Еспаньйолі», «Ліверпулі», «Олімпіакосі» та за національну збірну Іспанії. Лоренцо вихованець футбольної академії «Барселони». На початку своєї кар'єри грав спочатку за третій склад клубу, а потім і у другому складі. 2007 року Сіто перейшов до іншого каталонського клубу — «Еспаньйол», однак так і не з'явився в основному складі, а грав лише за другий склад 29 матчів.

### Греція
Наприкінці 2007 року молодий іспанець переїхав до Греції, де спочатку відіграв два матчі за клуб «Аріс» із Салоніків, а з 8 липня 2009 року почав виступати за «Пантракікос» на правах оренди від «Еспаньйолу». У «крокодилів» Сіто затримався всього лише один сезон відігравши при цьому 28 у грецькій суперлізі та забивши 5 м'ячів та зігравши 1 матч у кубку. Наступного року грецький клуб «Паніоніос» викупив гравця у іспанців за 150 тис. €, підписавши з ними контракт. Таким чином Рієра зіграв за «червоно-синіх» у трьох сезонах всього 57 матчів та забив 9 м'ячів. 14 грудня 2011 року за обопільною згодою між гравцем та клубом контракт було розірвано.

### Україна

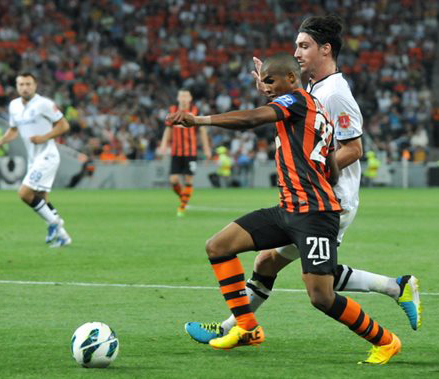
Лоренцо у матчі проти донецького «Шахтаря»

У 2012 році гравець підписав контракт на три з половиною роки з одеським «Чорноморцем», який тоді тільки но вийшов до Прем'єр-ліги України. Перейшовши до команди у середині сезону 2011–2012 років Лоренцо відіграв всього лише у десяти матчах (9 у чемпіонаті та 1 у кубку). Наступного сезону іспанець починав гру також здебільшого з лави запасних та зіграв лише у 15-ти матчах. Того ж сезону команда вийшла до фіналу кубку України, що дало змогу їй дебютувати у Суперкубку та зіграти у Лізі Європи, де Сіто і дебютував. Наступного сезону 2013–2014 іспанський форвард відзначився першим голом за одеську команду — 21 липня 2013 року Рієра забив у ворота полтавської «Ворскли» (1:1). Того ж дебютного сезону у єврокубках Лоренцо відзначився голом у ворота сербської «Црвени Звезди» на 32 хвилині матчу (3:1 на користь моряків). 12 грудня того ж року проходив останній, шостий, матч у груповому етапі Ліги Європи. У цьому матчі зустрілася одеська команда та нідерландський клуб ПСВ. На 87-й хвилині, після грубого фолу Адама Магера, у Сіто не витримали нерви в результаті чого він поліз у бійку. Арбітр матчу, також іспанець, Карлос Клос Гомес дав Магеру жовту картку за фол, а Рієрі червону за бійку. Пізніше, 18 грудня КДК УЄФА, розглянувши вилучення Лоренцо, дискваліфікували його на п'ять матчів. На початку 2014 року через надзвичайно важку суспільно-політичну ситуацію у країні футболіст розірвав контракт за обопільною згодою. Разом із ним «Чорноморець» покинула низка інших легіонерів, зокрема Пабло Фонтанелло, Франк Джа Джедже, Андерсон Сантана та Маркус Берґер.

### Казахстан
Влітку 2014 року Сіто Рієра підписав контракт з казахстанським футбольним клубом «Кайрат» з Алмати, з яким двічі ставав володарем Кубку Казахстану (2014, 2015) та вигравав Суперкубок Казахстану 2016 року. Влітку 2016 року переїхав до Польщі, де до цього часу захищає кольори «Шльонська».

## Статистика виступів
| Клуб                                                                       | Ліга              | Сезон             | Чемпіонат | Чемпіонат | Кубок | Кубок | Єврокубки | Єврокубки | Інші змагання | Інші змагання | Інші змагання | Всього | Всього |
| Клуб                                                                       | Ліга              | Сезон             | Ігор      | Голів     | Ігор  | Голів | Ігор      | Голів     | Ігор          | Голів         | Назва         | Ігор   | Голів  |
| -------------------------------------------------------------------------- | ----------------- | ----------------- | --------- | --------- | ----- | ----- | --------- | --------- | ------------- | ------------- | ------------- | ------ | ------ |
| «Кайрат»                                                                   | ПЛ                | 2014              | 0         | 0         | 0     | 0     | 0         | 0         | -             | -             | -             | 0      | 0      |
| «Кайрат»                                                                   | Всього            | Всього            | 0         | 0         | 0     | 0     | 0         | 0         |               | 0             | 0             | 0      | 0      |
| «Чорноморець» О                                                            | ПЛ                | 13-14             | 16        | 3         | 0     | 0     | 12        | 1         | СУ            | 1             | 0             | 28     | 4      |
| «Чорноморець» О                                                            | ПЛ                | 12-13             | 12        | 0         | 3     | 0     | -         | -         | -             | -             | -             | 15     | 0      |
| «Чорноморець» О                                                            | ПЛ                | 11-12             | 9         | 0         | 1     | 0     | -         | -         | -             | -             | -             | 10     | 0      |
| «Чорноморець» О                                                            | Всього            | Всього            | 37        | 3         | 4     | 0     | 12        | 1         |               | 1             | 0             | 54     | 4      |
| «Паніоніос»                                                                | СЛ                | 11-12             | 6         | 1         | 0     | 0     | -         | -         | -             | -             | -             | 6      | 1      |
| «Паніоніос»                                                                | СЛ                | 10-11             | 22        | 2         | 1     | 1     | -         | -         | -             | -             | -             | 23     | 3      |
| «Паніоніос»                                                                | СЛ                | 09-10             | 25        | 4         | 3     | 1     | -         | -         | -             | -             | -             | 28     | 5      |
| «Паніоніос»                                                                | Всього            | Всього            | 53        | 7         | 4     | 2     | 0         | 0         |               | 0             | 0             | 57     | 9      |
| «Пантракікос»                                                              | СЛ                | 08-09             | 28        | 5         | 1     | 0     | -         | -         | -             | -             | -             | 29     | 5      |
| «Пантракікос»                                                              | Всього            | Всього            | 28        | 5         | 1     | 0     | 0         | 0         |               | 0             | 0             | 29     | 5      |
| «Аріс» С                                                                   | СЛ                | 07-08             | 2         | 0         | 0     | 0     | -         | -         | -             | -             | -             | 2      | 0      |
| «Аріс» С                                                                   | Всього            | Всього            | 2         | 0         | 0     | 0     | 0         | 0         |               | 0             | 0             | 2      | 0      |
| «Еспаньйол Б»                                                              | Б                 | 07-08             | 29        | 0         | 0     | 0     | -         | -         | -             | -             | -             | 29     | 0      |
| «Еспаньйол Б»                                                              | Всього            | Всього            | 29        | 0         | 0     | 0     | 0         | 0         |               | 0             | 0             | 29     | 0      |
| «Барселона Б»                                                              | Б                 | 06-07             | 28        | 2         | 0     | 0     | -         | -         | -             | -             | -             | 28     | 2      |
| «Барселона Б»                                                              | Б                 | 05-06             | 36        | 14        | 0     | 0     | -         | -         | -             | -             | -             | 36     | 14     |
| «Барселона Б»                                                              | Всього            | Всього            | 64        | 16        | 0     | 0     | 0         | 0         |               | 0             | 0             | 64     | 16     |
| «Барселона С»                                                              | Б                 | 05-06             | 5         | 0         | 0     | 0     | -         | -         | -             | -             | -             | 5      | 0      |
| «Барселона С»                                                              | Всього            | Всього            | 5         | 0         | 0     | 0     | 0         | 0         |               | 0             | 0             | 5      | 0      |
| Всього за кар'єру                                                          | Всього за кар'єру | Всього за кар'єру | 218       | 31        | 9     | 2     | 12        | 1         |               | 1             | 0             | 240    | 34     |
| Б — Сегунда Б; СЛ — суперліга; ПЛ — Прем'єр-ліга; СУ — суперкубок України. |                   |                   |           |           |       |       |           |           |               |               |               |        |        |
| Останнє оновлення 25 червня 2014                                           |                   |                   |           |           |       |       |           |           |               |               |               |        |        |